# オージ
株式会社オージ （Oji Co.,ltd.） は、東京都北区に本社を置くバスの方向幕・降車ボタン等を製造する輸送機器メーカーである。

## 概要
1955年（昭和30年）3月に王子ダイカスト工業として設立。
1962年（昭和37年）にはワンマンバス用の電動方向幕巻取機を発売し、これが大ヒットとなる。1963年（昭和38年）にはランプ付きメモリーブザー（降車合図装置、通称・降車ボタン）を業界で初めて開発・発売した。1964年（昭和39年）12月より現社名に変更。バス機器メーカーとして国内で高いシェアを誇り、特に降車ボタンは日本国内で7割以上のシェアを占める。
一方、これまでのノウハウを生かしてバス機器以外の開発も行っており、2014年（平成26年）には大雨による道路冠水時に水中ポンプの動作に連動して警報を表示する冠水警報表示システム「冠水ガード君」を東京都町田市と共同で開発し、2016年（平成28年）に連名で特許を取得しており、表示装置にはバスにも用いられる乗降中表示灯のパーツを流用している。また、この製品を更に流用する形で、コミュニティバスの接近を対向車に知らせる対向車接近表示システム「バスくるヒカルくん」を町田市と共同開発し、2016年（平成28年）から市内の一部で導入されている。

## 製品の一例

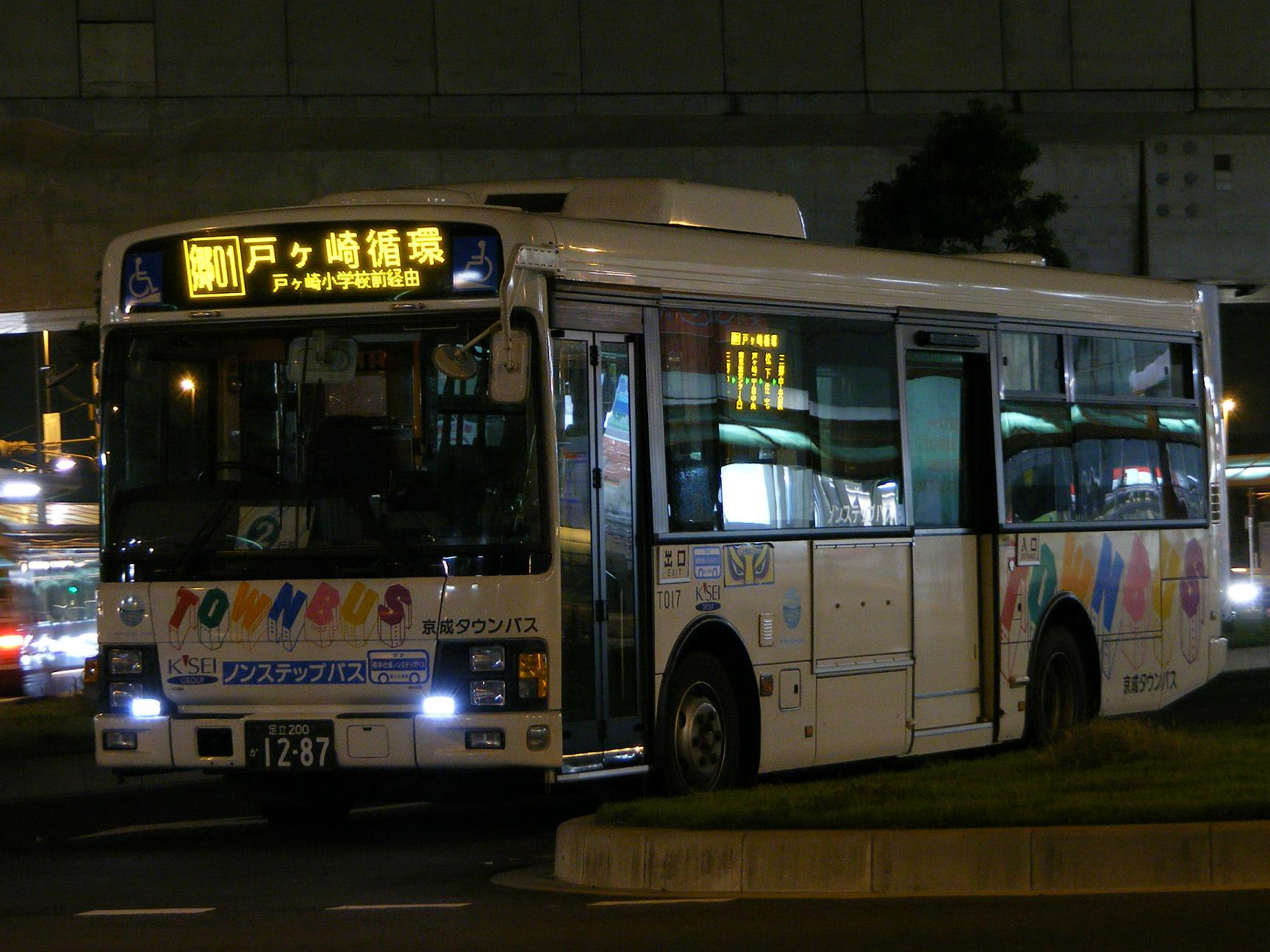
LED行先表示器(前・側面)（京成タウンバス）
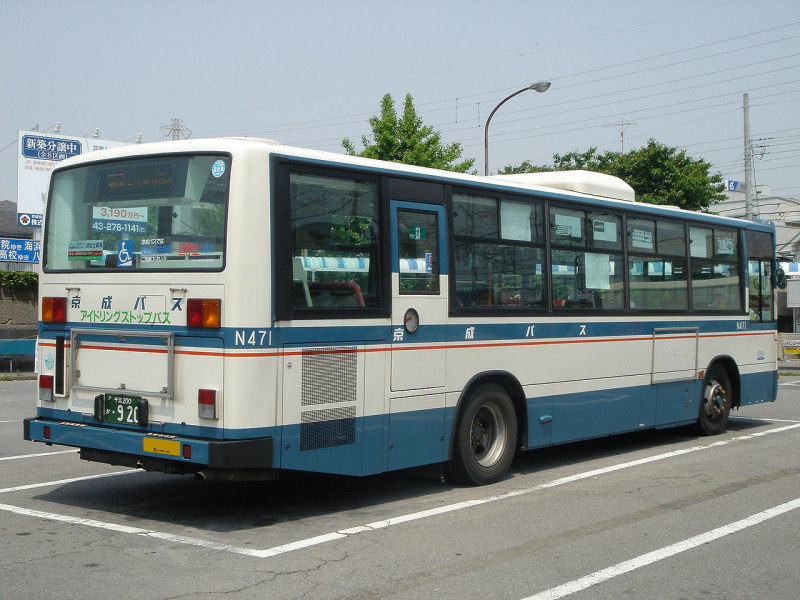
LED行先表示器(後面)（京成バス）
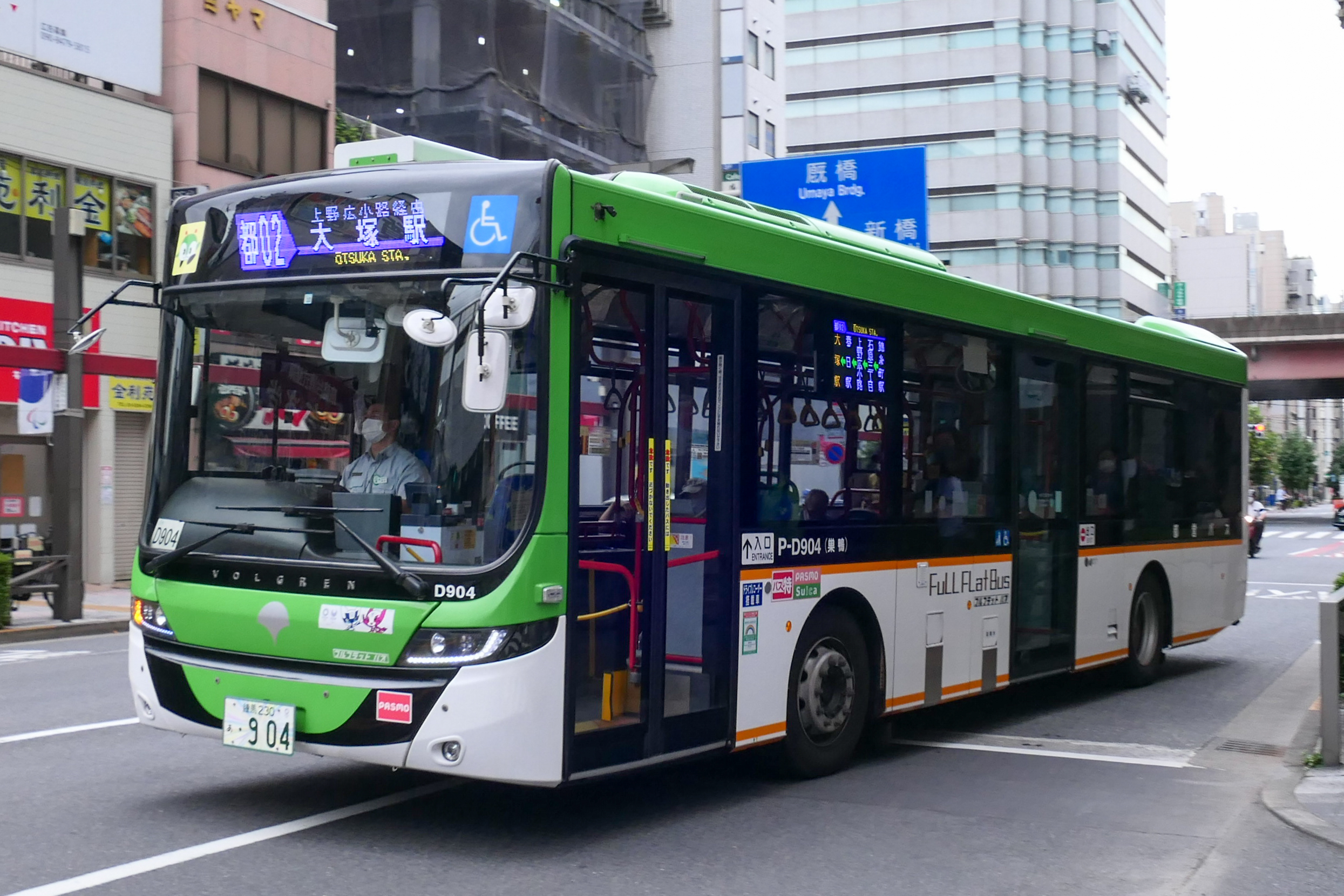
フルカラーLED行先表示器(前・側面)（東京都交通局）
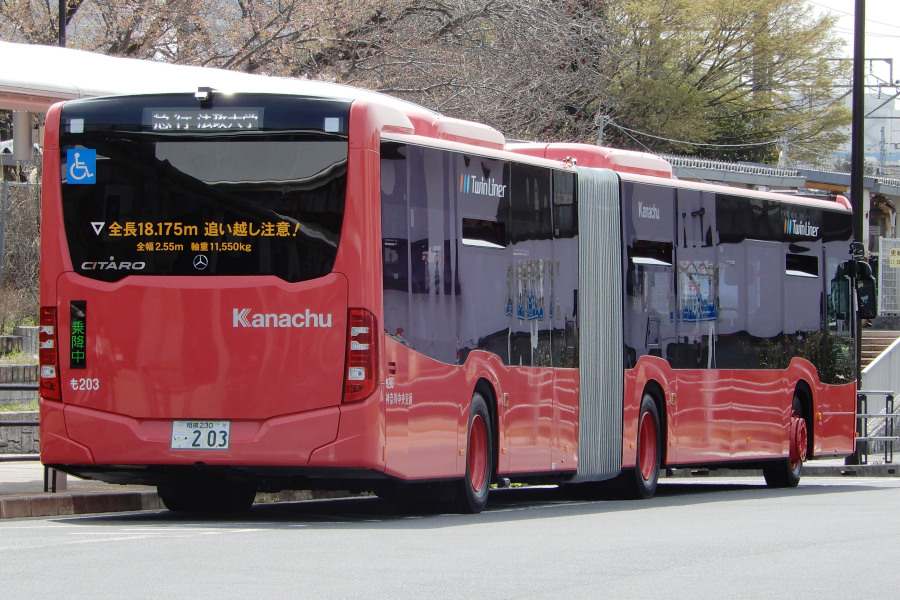
乗降中表示灯（神奈川中央交通）
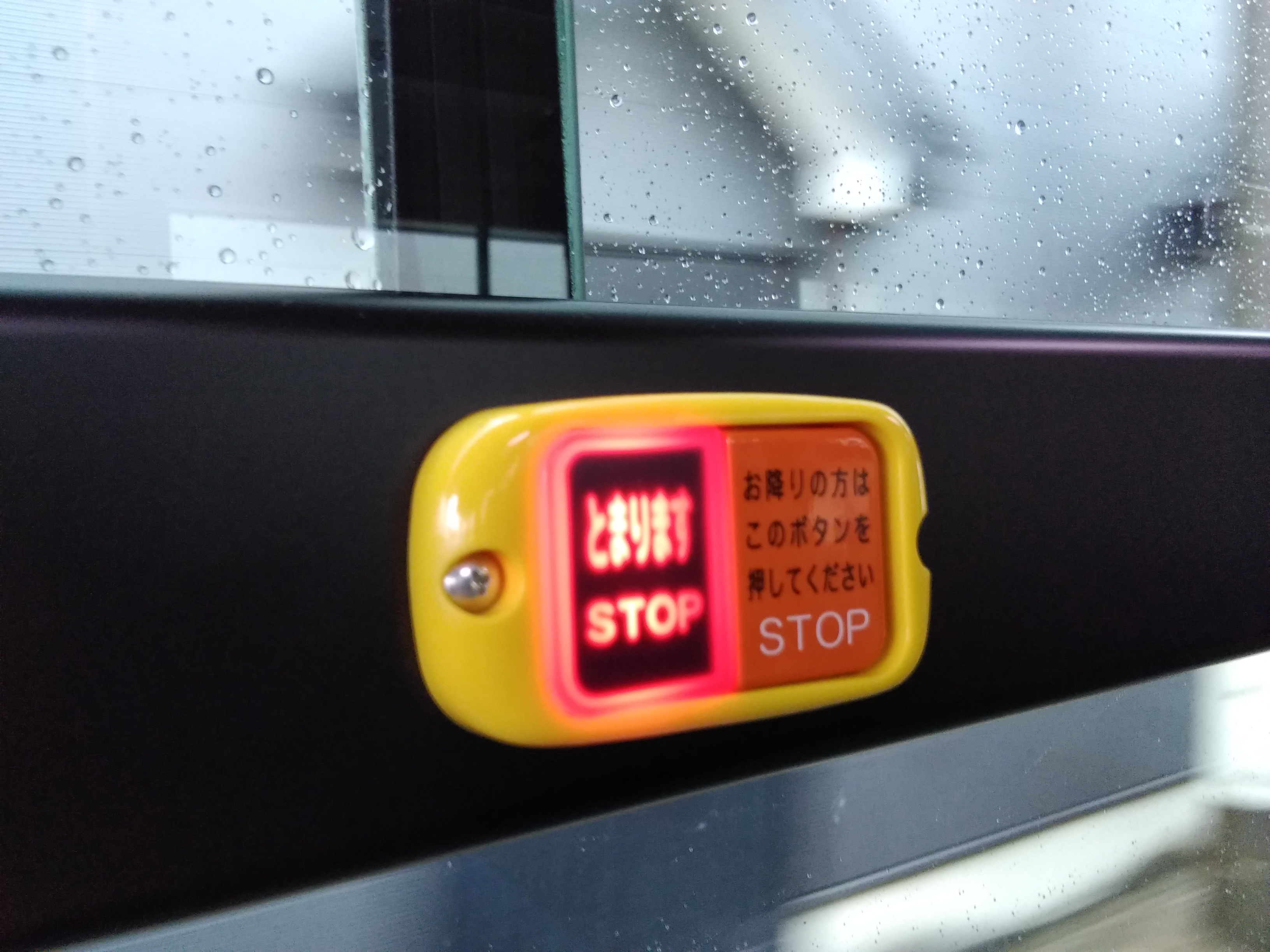
降車ボタン
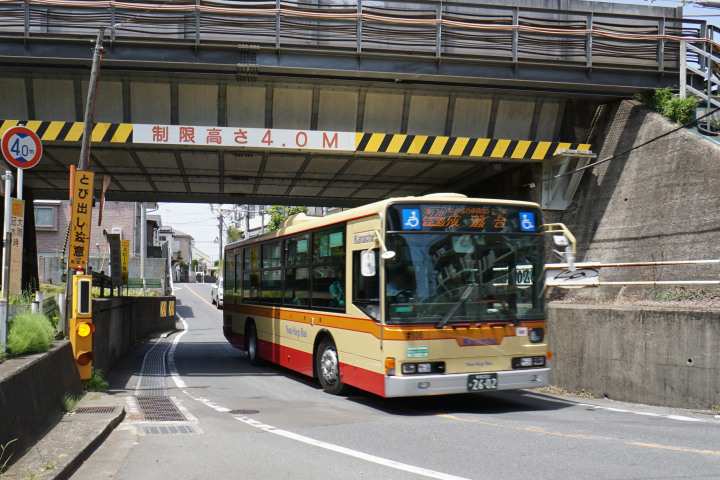
冠水ガード君が設置されたアンダーパス（東京都町田市）